# Landschaftsschutzpark Landeshuter Kamm

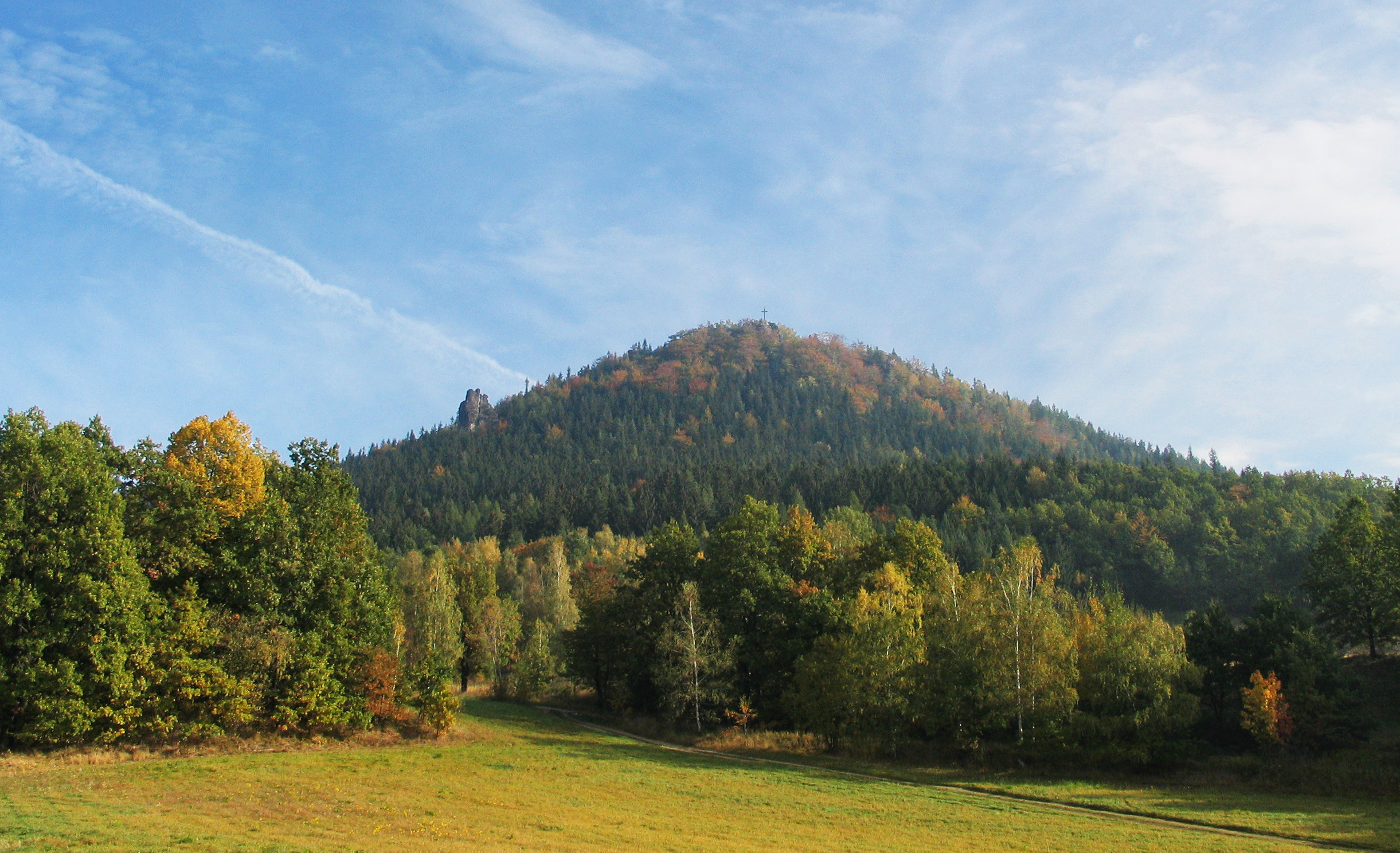
Krzyżna Góra (Kreuzberg) im Landeshuter Kamm

Der Landschaftsschutzpark Landeshuter Kamm (poln. Rudawski Park Krajobrazowy) befindet sich in den Westsudeten, es ist einer der zwölf Landschaftsschutzparks in der Woiwodschaft Niederschlesien. 
Das Schutzgebiet wurde am 16. November 1989 gegründet, umfasst eine Fläche von 15.705 ha und weist eine zusätzliche Pufferzone von 6600 ha auf. 